# República de Saint-Malo
A República de Saint-Malo é um breve período na história de Saint-Malo, durante o qual a cidade foi uma micronação. A independência da coroa francesa foi proclamada em 11 de março de 1590, em uma época de grande prosperidade ligada às grandes descobertas e guerras civis que enfraqueceram muito o poder central. Esta independência durou até 1594. É provavelmente a esta república que devemos os lemas não oficiais da cidade, "Nem francês nem bretão, eu sou Malouin", e o mais difundido, segundo os guias turísticos modernos, "Malouin primeiro, bretão depois... e francês se ainda houver algum".

## Contexto socioeconômico
Os comerciantes da cidade de Saint-Malo eram então ricos.  Em 1589, Henrique IV herdou o Reino da França, mas o povo de Saint-Malo se recusou a reconhecer o "herege". As guerras religiosas duraram até 1598. O governador da Bretanha, o duque de Mercoeur, Filipe Emanuel de Lorena optou pela Santa Liga, enquanto o governador de Saint-Malo, Honorat du Bueil, optou por Henrique de Navarra.

## Sequência de eventos
Diante dessa agitação, o governador da cidade refugiou-se no castelo, com medo de que a população o atacasse. Em 11 de março de 1590, cerca de cinquenta jovens de Saint-Malo partiram para atacar o castelo, que acabaram tomando após uma batalha feroz. O governador e oito de seus homens foram mortos.
No processo, a República de Saint-Malo foi proclamada, e duraria quatro anos, mantendo-se distante da Santa Liga.

## O fim da República
Em 25 de julho de 1593, Henrique IV renunciou solenemente ao protestantismo e foi coroado em 27 de fevereiro de 1594. O Parlamento da Bretanha pronunciou a pena de morte contra os insurgentes de 1590. Para garantir o apoio dos governadores das cidades da França, ele multiplicou as promessas de presentes, chegando a um total de 25 milhões de libras. Foi neste contexto que o retorno de Saint-Malo à coroa da França foi negociado em outubro de 1594, em troca do qual as franquias e liberdades de comércio adquiridas durante a independência foram mantidas. Este acordo foi registrado pelo Parlamento da Bretanha em 5 de dezembro, depois que Henrique IV declarou que queria esquecer o passado.